# Unforgiven (2007)
Unforgiven (2007) foi o 10º evento anual Unforgiven de luta profissional em pay-per-view (PPV) produzido pela World Wrestling Entertainment (WWE). Foi realizado para lutadores das divisões das marcas Raw, SmackDown! e ECW da promoção. O evento ocorreu em 16 de setembro de 2007, no FedExForum em Memphis, Tennessee.
A partida principal do SmackDown! foi The Undertaker contra Mark Henry, que Undertaker venceu por pinfall após executar um Last Ride. A luta predominante no Raw foi John Cena contra Randy Orton pelo Campeonato da WWE; Cena perdeu a partida por desqualificação, mas manteve o título. A partida primária na marca ECW foi CM Punk contra Elijah Burke pelo Campeonato da ECW, que Punk venceu após derrotar Burke com um roll cradle. As lutas em destaque na eliminatória incluíram The Great Khali contra Batista contra Rey Mysterio Jr. em uma luta de trios pelo Campeonato Mundial dos Pesos Pesados e Triple H vs. Carlito em uma luta onde Carlito não poderia ser desqualificado.
O evento teve 210.000 compras, abaixo do número de 289.000 compras do Unforgiven em 2006.

## Produção

### Introdução

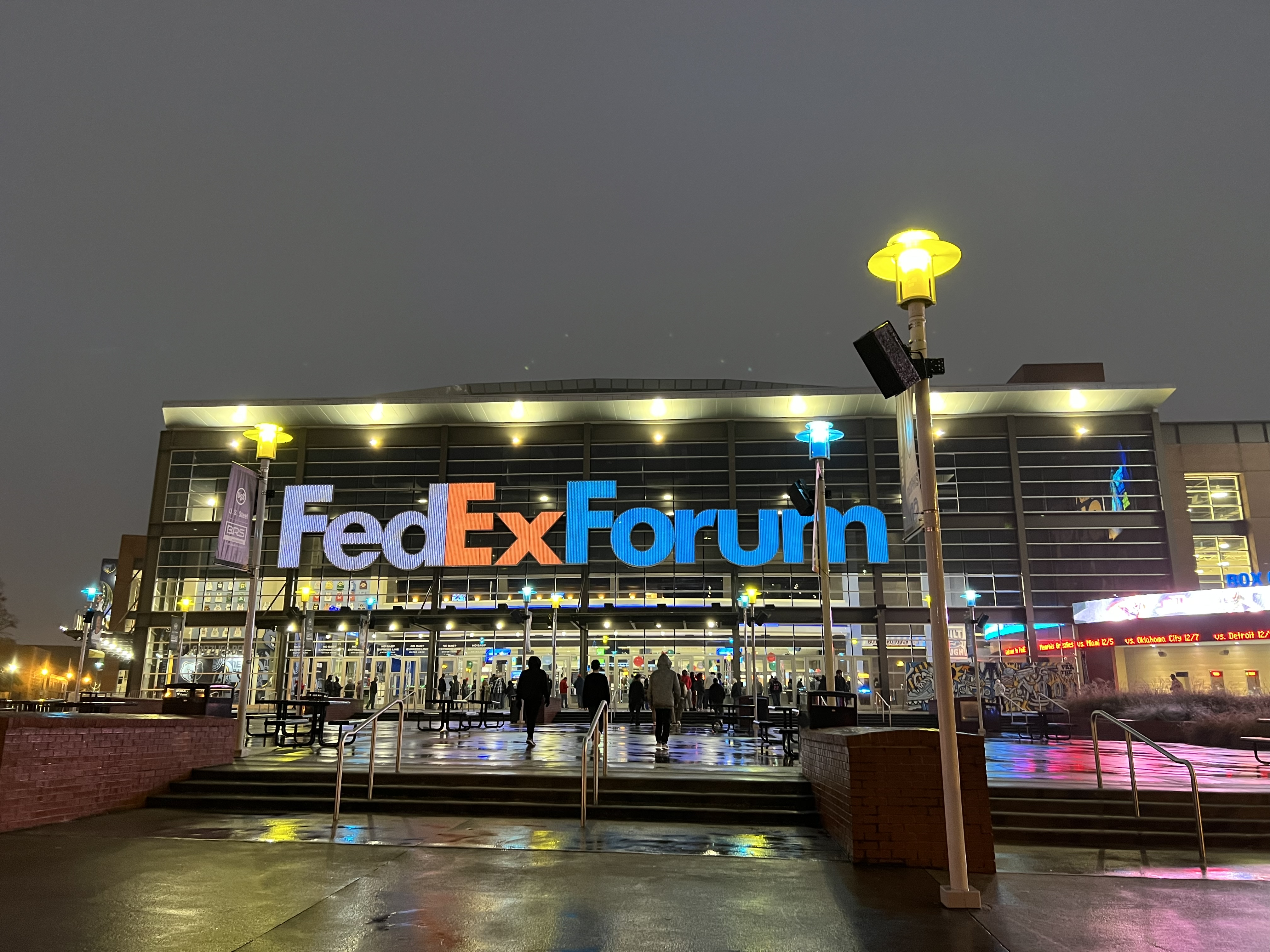
O evento foi realizado no FedExForum em Memphis, Tennessee.

Unforgiven foi realizado pela primeira vez pela World Wrestling Entertainment (WWE) como o 21º In Your House pay-per-view (PPV) em abril de 1998. Após a descontinuação da série In Your House em fevereiro de 1999, Unforgiven ramificou-se como seu próprio PPV em setembro daquele ano, tornando-se o PPV anual de setembro da WWE. O evento de 2007 foi o 10º evento na cronologia dos Unforgiven e aconteceu em 16 de setembro no FedExForum em Memphis, Tennessee. Depois de ser um PPV exclusivo do Raw nos últimos quatro anos, o evento de 2007 contou com lutadores das marcas Raw, SmackDown! e ECW da promoção, após a WrestleMania 23 em abril, os pay-per-views exclusivos da marca foram descontinuados. Seria, por sua vez, o primeiro Unforgiven desde o evento de 2002 a apresentar o SmackDown! e a primeira a apresentar ECW.

### Rivalidades
A principal rivalidade em Unforgiven no SmackDown! marca estava entre The Undertaker e Mark Henry. A rivalidade deles começou no início de 2006, quando a interferência de Henry fez com que Undertaker perdesse uma partida pelo Campeonato Mundial de Pesos Pesados contra Kurt Angle. Isso culminou em uma luta de caixão na WrestleMania 22, que Undertaker venceu, estendendo sua seqüência de vitórias na WrestleMania para 14-0. Em 11 de maio de 2007, episódio do SmackDown!, Henry, que retornou de uma lesão sofrida em meados de 2006, agrediu The Undertaker depois que Undertaker manteve o Campeonato Mundial de Pesos Pesados contra Batista em uma luta Steel Cage. Após o ataque, Edge resgatou seu contrato do Money in the Bank para derrotar Undertaker e ganhar o Campeonato Mundial de Pesos Pesados. Como resultado, Undertaker ficou fora de ação por quatro meses. Em agosto, começaram a ser veiculadas vinhetas sobre o retorno de Undertaker e sua luta contra Henry no Unforgiven.

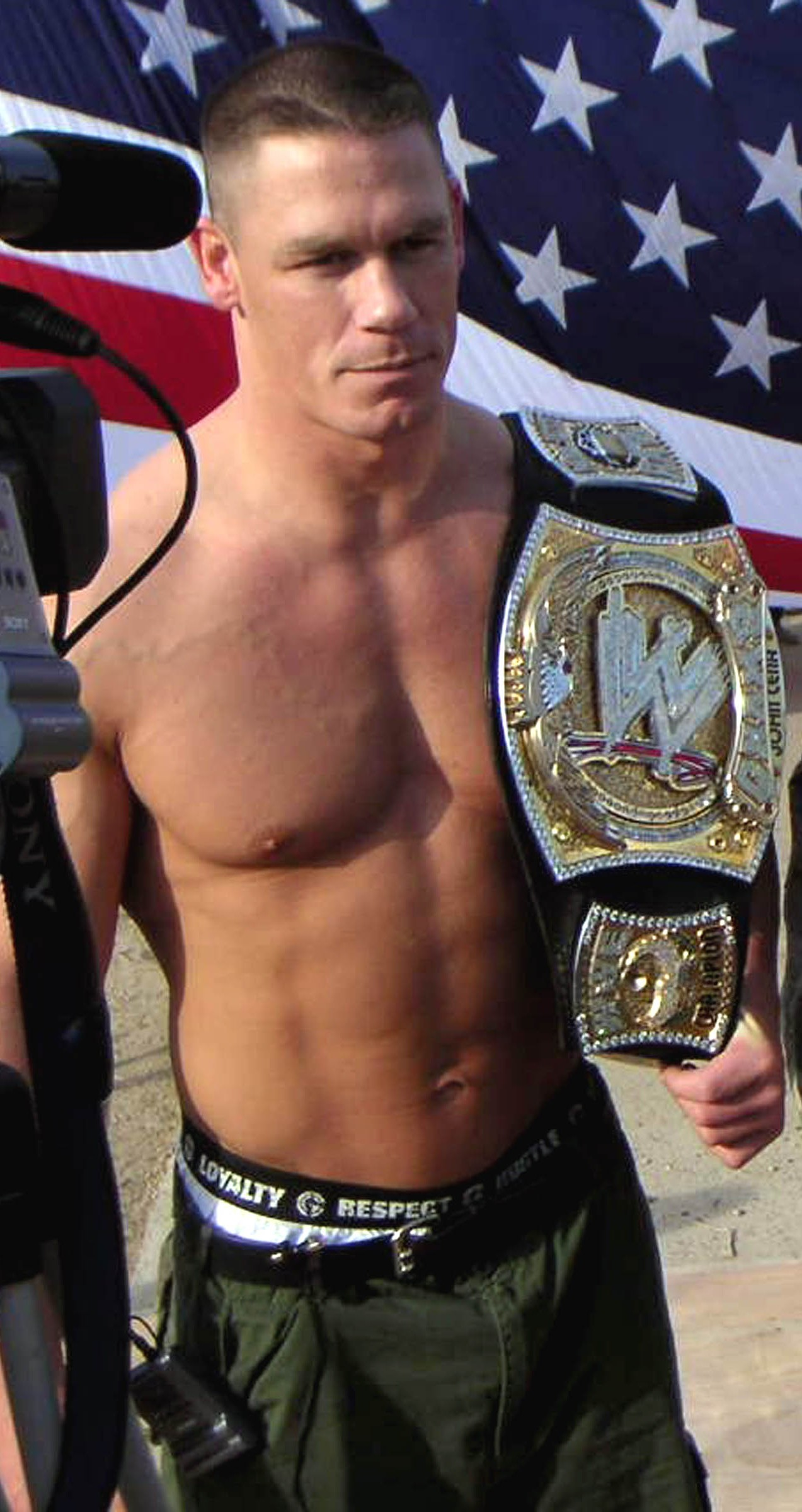
John Cena como Campeão da WWE.

A principal rivalidade na marca Raw foi entre John Cena e Randy Orton pelo Campeonato da WWE. Cena manteve o título contra Orton no SummerSlam. Na noite seguinte no Raw, Orton exigiu uma revanche pelo título, mas seu pedido foi recusado pelo gerente geral William Regal. Orton apresentou suas exigências a Mr. McMahon, que também se recusou a dar-lhe uma revanche, a menos que ele provasse seu valor. Naquela noite, Orton interferiu na luta de Cena agredindo Cena e chutando o pai de Cena, que estava ao lado do ringue, na cabeça. Na semana seguinte, Orton conseguiu uma revanche pelo título contra Cena no Unforgiven.
A principal rivalidade na marca ECW foi entre CM Punk e Elijah Burke pelo Campeonato da ECW. A rivalidade começou em 11 de setembro de 2007, episódio da ECW no Sci Fi, quando Burke se tornou o desafiante número um ao título. Depois que o fato foi revelado, Punk deu um dropkick em Burke. Mais tarde naquela mesma noite, Punk se juntou a Stevie Richards na luta principal contra Burke e Kevin Thorn, que viu Punk e Richards vencerem a partida.
A rivalidade secundária no SmackDown! foi entre The Great Khali, Batista e Rey Mysterio pelo Campeonato Mundial de Pesos Pesados. Depois que Batista não conseguiu vencer o Campeonato Mundial de Pesos Pesados de Khali no SummerSlam, ele participou de um torneio no qual perdeu para Mysterio, o eventual vencedor. Como resultado, Mysterio conseguiu uma chance pelo título contra Khali no Unforgiven. No episódio de 7 de setembro de 2007 do SmackDown!, depois que Mysterio derrotou Chavo Guerrero Jr. em uma luta "I Quit", Khali colocou Mysterio em um Khali Vise Grip. Batista fez a defesa e, como resultado, passou a fazer parte da partida, tornando-a luta um combate triplo no Unforgiven.

## Evento
| Papal:                    | Nome:                                 |
| ------------------------- | ------------------------------------- |
| Comentaristas em inglês   | Jim Ross (Raw)                        |
| Comentaristas em inglês   | Jerry Lawler (Raw)                    |
| Comentaristas em inglês   | Michael Cole (SmackDown!)             |
| Comentaristas em inglês   | John "Bradshaw" Layfield (SmackDown!) |
| Comentaristas em inglês   | Tazz (ECW)                            |
| Comentaristas em inglês   | Joey Styles (ECW)                     |
| Comentaristas em espanhol | Carlos Cabrera                        |
| Comentaristas em espanhol | Hugo Savinovich                       |
| Entrevistadores           | Todd Grisham                          |
| Entrevistadores           | Maria Kanellis                        |
| Anunciadores de ringue    | Lilian Garcia (Raw)                   |
| Anunciadores de ringue    | Tony Chimel (SmackDown!)              |
| Anunciadores de ringue    | Justin Roberts (ECW)                  |
| Árbitros                  | Scott Armstrong (ECW)                 |
| Árbitros                  | Jim Korderas (SmackDown!)             |
| Árbitros                  | Marty Elias (Raw)                     |
| Árbitros                  | Chad Patton (Raw)                     |
| Árbitros                  | Mickie Henson (SmackDown!)            |
| Árbitros                  | John Cone (Raw)                       |
| Árbitros                  | Mike Chioda (Raw)                     |
| Árbitros                  | Charles Robinson (SmackDown!)         |

Antes do evento começar, Kane derrotou Kenny Dykstra em uma luta dark.

### Lutas preliminares
A primeira partida foi pelo Campeonato da ECW entre CM Punk e Elijah Burke. Punk venceu a luta depois de derrotar Burke com um roll cradle para reter o Campeonato da ECW.
Na partida seguinte, Matt Hardy e Montel Vontavious Porter enfrentaram Deuce 'n Domino pelo Campeonato de Duplas da WWE. Deuce 'n Domino dominou no início da partida e zombou dos campeões por causa de sua rivalidade pelo Campeonato dos Estados Unidos, disputado por MVP. Deuce N 'Domino aproveitou a briga de Hardy e MVP e isolou Hardy. Hardy jogou MVP para fora do ringue e deu um Twist of Fate para Deuce e derrotou Deuce. Como resultado, MVP e Matt Hardy mantiveram os títulos.
A terceira luta foi entre Triple H e Carlito na qual Carlito não pôde ser desclassificado. Carlito aproveitou a situação pois podia usar qualquer arma. Ele atacou Triple H diversas vezes com cadeiras de aço e jogou pólvora em seus olhos. Com o árbitro distraído, Triple H cego acertou Carlito com um golpe baixo seguido de um Pedigree, levando Triple H a imobilizar Carlito para vencer a partida.
A próxima partida foi pelo Campeonato Feminino da WWE entre Candice Michelle e Beth Phoenix. Phoenix estava no controle no início da partida. Quando Phoenix tinha Candice em seus ombros, Candice reverteu o ataque e prendeu Phoenix com um crucifixo. Como resultado, Michelle venceu a partida e manteve o Campeonato Feminino da WWE.

### Lutas do evento principal
Na quinta luta, The Great Khali, Batista e Rey Mysterio lutaram em uma luta de trios pelo Campeonato Mundial de Pesos Pesados. No final da partida, Mysterio deu um 619 em Khali e tentou marcar o pinfall, mas Batista puxou Mysterio de cima de Khali e jogou-o para fora do ringue. Batista pegou Khali e deu um Spinebuster. Batista então derrotou Khali para ganhar o Campeonato Mundial de Pesos Pesados.
A próxima partida foi Lance Cade e Trevor Murdoch contra Paul London e Brian Kendrick pelo Campeonato Mundial de Duplas. Cade e Murdoch tiveram vantagem sobre London e Kendrick desde o início. A certa altura, Murdoch puxou Kendrick para fora do ringue, por cima da corda, e jogou-o em Cade, que executou um Spinebuster em Kendrick. London tentou ajudar seu parceiro até que Cade o superplexou na corda superior. Murdoch aproveitou a vantagem e derrotou Kendrick para a vitória. Como resultado, Lance Cade e Trevor Murdoch mantiveram o Campeonato Mundial de Duplas.
Na partida seguinte, John Cena enfrentou Randy Orton pelo Campeonato da WWE. Cena furioso entrou no ringue e começou a bater em Orton até que Orton derrubou Cena. Orton cobriu Cena, mas Cena chutou aos dois. Cena perdeu o controle com raiva e começou a vencer Orton. O árbitro Mike Chioda tentou impedir Cena de socar Orton continuamente, mas Cena continuou e foi desclassificado. Portanto, Orton venceu a partida, mas não o título, pois os títulos não podem mudar de mãos por desclassificação. Como resultado, John Cena manteve o Campeonato da  WWE. Fora do ringue, Cena colocou Orton no STFU enquanto o pai de Cena chutou Orton na cabeça da mesma forma que Orton havia chutado sua cabeça em um episódio anterior do Raw. Após a luta, Jonathan Coachman reservou Cena em uma luta Last Man Standing contra Orton pelo Campeonato da WWE no No Mercy.
O evento principal foi entre The Undertaker e Mark Henry. Durante a partida, Henry acertou Undertaker com uma série de splashes e superplexes, mas Undertaker conseguiu continuar lutando na partida. Henry deu um bear hug em Undertaker, mas Undertaker quebrou o abraço. No final, Undertaker deu um Last Ride para Henry da corda superior. Undertaker então derrotou Henry para vencer a partida.